# Duety… když hvězdy zpívají
Duety… když hvězdy zpívají jsou pěvecká soutěž vysílaná v roce 2009 v České televizi, v níž soutěží páry, ve kterých je jeden moderátorem či hercem a druhý profesionálním zpěvákem. Tento pořad uváděli Tereza Kostková a Aleš Háma.

## Pěvecké dvojice
- Petra Janů a Vojtěch Bernatský
- Tomáš Trapl a Jana Boušková
- Marcela Březinová a Daniel Rous
- Radka Fišarová a Pavel Zedníček
- Petr Kotvald a Zuzana Jandová
- Kamil Střihavka a Ester Janečková
- Petr Kolář a Simona Postlerová
- Jitka Zelenková a Jaromír Nosek

## Porota
1. Michael Prostějovský
2. Ota Balage
3. Linda Finková
4. Lubomír Brabec

## Finále
Vítězem soutěže se stala dvojice Petra Janů a Vojtěch Bernatský, která ve finále porazila dvojici Petr Kolář a Simona Postlerová.